# Diadelia nervulata
Diadelia nervulata là một loài bọ cánh cứng trong họ Cerambycidae.